# Cot Kumbang (Baktiya)
Cot Kumbang is een bestuurslaag in het regentschap Aceh Utara van de provincie Atjeh, Indonesië. Cot Kumbang telt 703 inwoners (volkstelling 2010).